# 가리야스카역
가리야스카역(일본어: 苅安賀駅)은 일본 아이치현 이치노미야시에 위치한 나고야 철도 비사이선의 철도역이다. 역 번호는 BS 11이며, 단선 승강장 1면 1선의 구조를 갖춘 지상역이다.

## 타는 곳
| 1 | ■ 비사이 선 | 하행 | 메이테쓰이치노미야 방면           |
| 2 | ■ 비사이 선 | 상행 | 하기와라 · 모리카미 · 쓰시마 방면 |

## 이용 현황
- 2013년 기준 : 945명

## 역 주변
- 국도 제155호선
- 메이신 고속도로 · 도카이 호쿠리쿠 자동차도 이치노미야 분기점
- 도카이 호쿠리쿠 자동차도 이치노미야니시 나들목
- 가리야스카 성 터

## 인접 역
| 나고야 철도 비사이선     | 나고야 철도 비사이선 | 나고야 철도 비사이선       |
| ------------------------ | -------------------- | -------------------------- |
| BS 10 후타고 야토미 방면 | ■ 비사이선           | 간논지 BS 12 다마노이 방면 |